# Osric de Hwicce

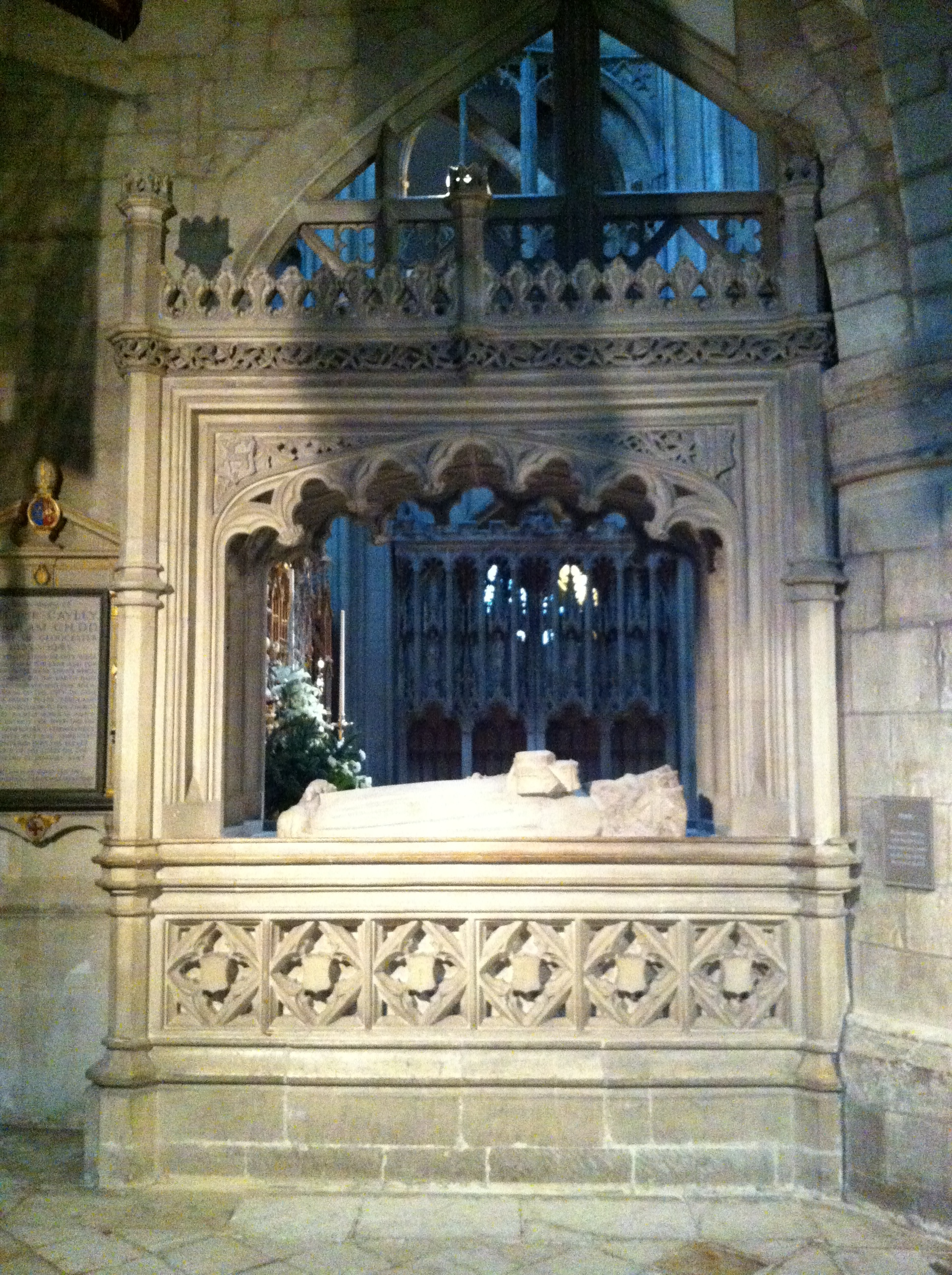
Tomblike memorial de Osric en la Catedral de Gloucester, en el Gótico Perpendicular, erigido alrededor de 1530

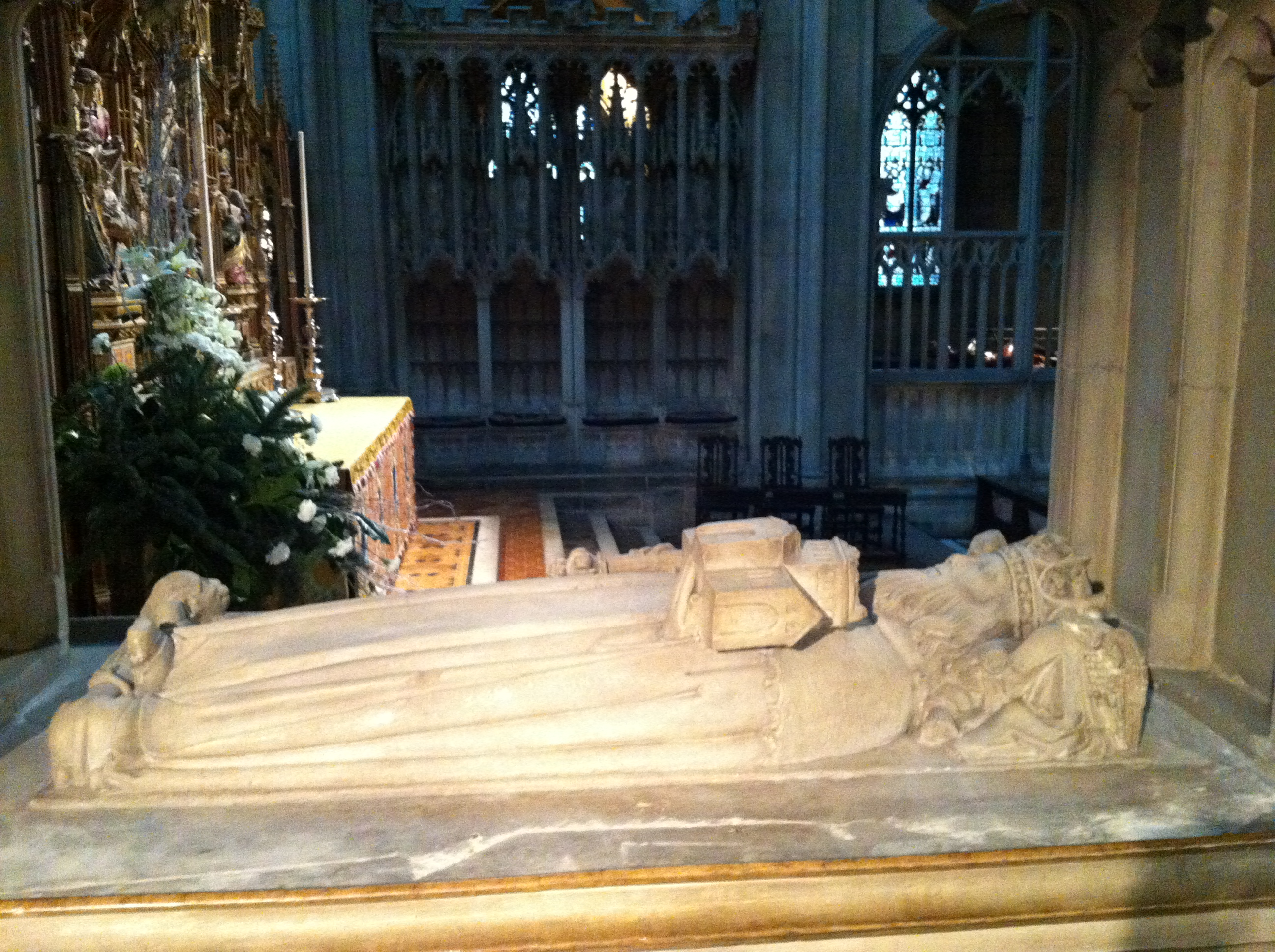
Efigie yacente

Osric fue rey del reino anglosajón de Hwicce a finales del siglo VII, tal vez reinando conjuntamente con su presunto hermano Oshere.
Osric era probablemente, hijo de Eanhere, anterior rey de los Hwicce y de Osthryth, hija de Oswiu de Northumbria. El único matrimonio registrado para Osthryth es el que la unió a Æthelred de Mercia, pero un matrimonio anterior con Eanhere explicaría por qué Osric y su hermano Oswald se describen como nepotes de Æthelred  — usualmente traducido como sobrinos o nietos, pero aquí probablemente hijastros.
Se reivindica a Osric como el fundador de dos monástica casas, una en Bath (ahora la Abadía de Bath) y otra en Gloucester (ahora la Catedral de Gloucester). En 676 Osric concedió tierras a la Abadesa Bertana para fundar un convento en Bath. La carta que acredita esta donación ha sido estudiada por si contuviera ediciones posteriores e interpolaciones, pero es probablemente auténtica.
La carta fundacional de la Abadía de Gloucester se conserva en un registro medieval. No es completamente puro, pero nuevamente se considera que su base es auténtica. Aparentemente fue emitida en los años 670 por Æthelred, rey de Mercia, y muestra la donación de tierras en Gloucester y Pershore a dos de sus thegns, nobles de los Hwicce, Osric y su hermano Oswald. La porción de Osric se ubicaba en Gloucester, y pidió autorización a Æthelred para fundar un monasterio.
La historia de la fundación de la abadía continúa informando que Osric concedió tierras para la abadía a su hermana Kyneburge (Cyneburh), primera abadesa. H. P. R. Finberg sin embargo especula con que Cyneburh era la viuda de Oswald de Northumbria. Oswald era hermano mayor de Oswiu y, por tanto, tío de la Reina Osthryth, de quien se dice que había animado a su tía Cyneburh a entrar en un convento muchos años después de la muerte de Oswald. Cyneburgh por lo tanto, sería tía-abuela de Osric, en lugar de su hermana.
Aunque el diploma de Gloucester muestra a Osric como  subordinado de Æthelred, la carta de Bath lo describe como rey de los Hwicce, al igual que lo hace Beda el Venerable.
Pudo haber sido el Osric que atestigua una dudosa carta de Frithuwold, Rey de Surrey, de 675.
Osric fue enterrado en la Abadía de Gloucester junto a Cyneburh, ante el altar de santa Petronila; actualmente, sus restos descansan en una tumba medieval en la catedral.
Parece haber sido sobrevivido por su hermano Oshere, y sucedido por un tal Æthelmod, posiblemente hijo suyo (mencionado en la carta S 1167).